# Leipziger Platz
La Leipziger Platz è una piazza ottagonale nel centro di Berlino.

## Descrizione

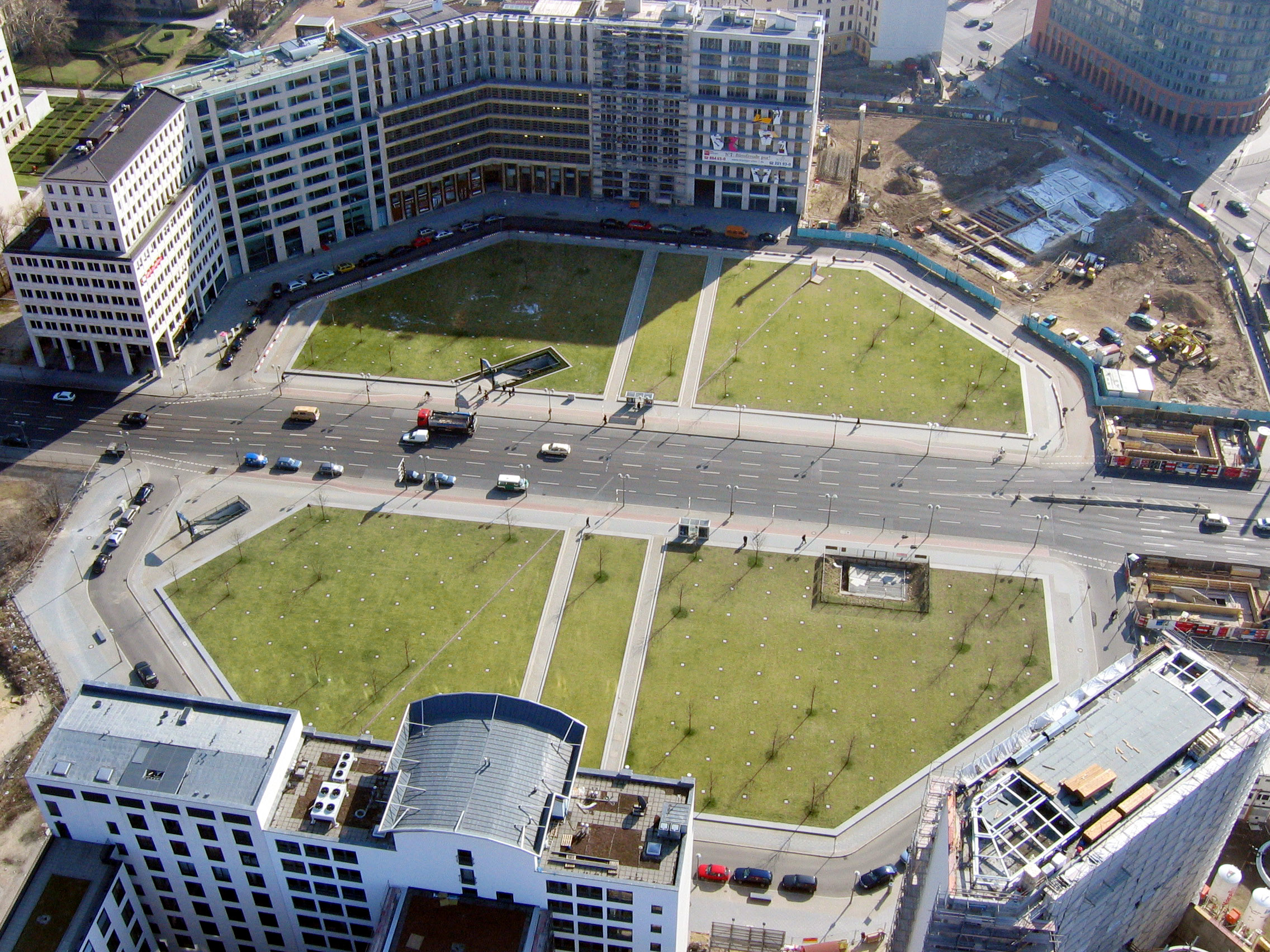
Vista dall'alto della piazza

Si trova lungo Leipziger Straße, nei pressi di Potsdamer Platz. Costruita nel 1734 durante il periodo d'espansione urbanistica di Berlino. Prima della seconda guerra mondiale, la piazza ospitava il Reichsmarineamt, il grande magazzino Wertheim, il Mosse-Palais (quartier generale dell'editore tedesco Hans Lachmann-Mosse), il Palast-Hotel e il ministero dell'agricoltura prussiano. La Leipziger Platz fu pesantemente distrutta durante il conflitto e tra il 1961-1989 fu inglobata nella cosiddetta terra di nessuno che circondava il muro di Berlino. Dopo la caduta del muro, la piazza venne ricostruita in stile architettonico moderno.
Dopo la sua ricostruzione, ospita l'ambasciata canadese e il comitato ebraico americano. E' rimasto in piedi anche un piccolo pezzo del muro di Berlino situato nella metà meridionale.